# Adolf Riedlin

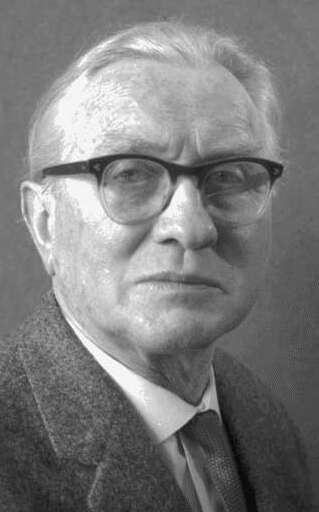
Adolf Riedlin (1962)

Adolf Riedlin (* 3. April 1892 in Laufen bei Sulzburg, Landkreis Breisgau-Hochschwarzwald; † 9. September 1969 in Freiburg im Breisgau) war ein deutscher Maler.

## Leben
Geboren in einer Bauern- und Winzerfamilie als mittlerer von drei Brüdern, absolvierte Adolf Riedlin nach der Schule zunächst eine handwerkliche Ausbildung als Maler in Freiburg, die er 1910 mit der Gesellenprüfung abschloss. Ab 1911 besuchte er die Kunstgewerbeschule in Karlsruhe. Es folgten 1912/13 zwei Semester an der Großherzoglichen Kunstschule Karlsruhe als Schüler von Professor Walter Georgi. Danach arbeitete Adolf Riedlin selbstständig als Kirchenmaler.
Im September 1914 muss Riedlin als Soldat in den 1. Weltkrieg. Kurz darauf wird er verwundet, muss nach seiner Genesung 1915 zurück in den Fronteinsatz. Er nimmt 1915 an der Herbstschlacht in der Champagne teil, 1916 an der Schlacht bei Verdun und bleibt bis Kriegsende 1918 an der Westfront in Frankreich. Ende November 1918 kehrt er nach Laufen zurück.
Nach seiner Rückkehr nimmt er seine Studien wieder auf und lernt von 1919 bis 1920 als Schüler von Adolf Hölzel an der Stuttgarter Kunstakademie. Riedlin war von Hölzel beeindruckt: dieser gilt heute als einer der Wegbereiter der abstrakten Malerei und befasste sich noch vor Wassily Kandinsky mit abstrakten Gestaltungen.
Ab 1921 sammelte Riedlin Erfahrungen als freier Maler und siedelte 1924 nach Baden-Baden um, wo er sich der Porträtmalerei widmete. 1926 kehrte er nach Laufen zurück. Bei einem fünfmonatigen Aufenthalt in Paris 1928 wurde er von den Surrealisten und vom Kubismus geprägt.
Ab 1930 wohnte Riedlin in Basel, um 1933 erneut nach Laufen zurückzukehren. 1937 siedelte er nach Freiburg i. Br. über. 1940 musste er erneut Kriegsdienst leisten, zunächst an der Westfront, später an der Ostfront beim Vormarsch auf Stalingrad. Er geriet in amerikanische Kriegsgefangenschaft, aus der er 1946 schwerkrank nach Hause kehrte. 1947 begann er erneut zu Malen und schuf in den 1950ern und 1960ern vor allem Wandgemälde an Schulen und anderen öffentlichen Gebäuden. Am 9. September 1969 stirbt Adolf Riedlin in Freiburg, sein Ehrengrab befindet sich in seinem Geburtsort Laufen.
Riedlin war insgesamt zwei Mal verheiratet. Seine erste Frau heiratete er 1920 in Laufen, die Ehe wird 1923 geschieden. 1944 heiratet er erneut, dieses Mal in Freiburg. Die Ehe wird 1948 geschieden.
Er war Mitglied der Künstlergruppe Badische Secession, die 1936 durch die Reichskammer der bildenden Künste verboten wurde.

## Werk
Adolf Riedlin war einer der ersten Maler Badens, die nicht gegenständlich malten: Seine Darstellungen von Markgräfler Landschaften und Menschen im Stil des expressiven Realismus brachten ihm die Ächtung der nationalsozialistischen Kulturpolitik ein. 1937 wurde in der Nazi-Aktion „Entartete Kunst“ aus den Städtische Sammlungen Freiburg im Augustinermuseum nachweislich vier seiner Arbeiten beschlagnahmt und danach zerstört. Andererseits wurde ein 1937 entstandenes Fresko von ihm im Gemeinschaftsraum des Freiburger Gaswerkes, welches eine Arbeiterkolonne mit Hitlergruß zeigte, nach dem Krieg zur Entnazifizierung dahin abgeändert, dass man die erhobenen Hände mittels Übermalung in eine normale Stellung brachte. Auch die in der 1953/54 gebauten Freiburger Lortzingschule erhaltenen Wandmalereien verblüffen den heutigen Betrachter durch die NS-typische Motivwahl der Rossebändiger, nackte Männer auf wilden Pferden reitend im Treppenhaus einer Grundschule.
Ungeschützt der Witterung ausgesetzt und frei zugänglich ist heute ein unter Denkmalschutz stehendes Fresko Riedlins über dem Mundloch eines ehemaligen Eisenerzstollens am Freiburger Schönberg, das zwei Bergarbeiter darstellt. Auch hier tritt im Motiv seine Anbiederung an das Nazi-Regime wieder hervor, nur die damals vermutlich mutige Farbauswahl und die Auflösung des Bildes erinnern noch düster an den einstmals vermuteten Wegbereiter der Badischen Abstraktion.

## 1937 als „entartet“ beschlagnahmte und vernichtete Werke
- Schneelandschaft (Tafelbild)
- Markgräflerin (Tafelbild, Öl auf Papier)
- Muggard (Tafelbild)
- Gebirgspatrouille (Aquarell)

## Ausstellungen
- 1953: Dritte Deutsche Kunstausstellung in Dresden[8]

- 1962, Freiburger Kunstverein: Einzelausstellung anlässlich des 70. Geburtstages
- 1972, Dreiländermuseum Lörrach, Retrospektive
- 2012, Sulzburg-Laufen, Kulturkreis Arkade e.V., Ausstellung „Der Künstler Adolf Riedlin – ein Sohn Laufens“ zum 120. Geburtstag
- 2016/2017, Dreiländermuseum Lörrach, Retrospektive zum 125. Geburtstag

## Gedenken
Riedlin-Zimmer in seinem Elternhaus in Laufen, Ortsteil von Sulzburg.